# R U Still Down? (Remember Me)
R U Still Down? (Remember Me) es el segundo álbum póstumo del rapero 2Pac, lanzado en 1997. Aunque es el segundo álbum lanzado tras su muerte, es el primero en ser completado sin aportación creativa de 2Pac. Dejando una gran cantidad de material grabado, éste fue el primer lanzamiento del nuevo sello discográfico de su madre, Amaru Entertainment, creado para controlar sus lanzamientos póstumos. El álbum tuvo dos sencillos exitosos, "Do for Love" y "I Wonder If Heaven Got a Ghetto", siendo el primero certificado oro por la RIAA. El álbum fue multiplatino.

## Información del álbum
A pesar de contener material inédito procedente de la época de sus álbumes Strictly 4 My N.I.G.G.A.Z, Thug Life: Volume 1, y posterior de Me Against The World, el álbum originalmente estaba destinado a ser el tercero en Death Row Records e iba a estar más enfocado al R&B. Canciones como "I Wonder If Heaven Got a Ghetto" y "Do For Love" fueron añadidas y planeadas para formar parte del álbum. En 1996, 2Pac agregó voces adicionales a algunos temas grabados entre 1993 y 1994 (como "Do For Love", "Nothing To Lose", "I Wonder If Heaven Got A Ghetto" (Hip-Hop Version) y "Only Fear Of Death"). Una gran cantidad de material del álbum fue remezclado con los másteres originales.

## Lista de canciones

### Disco 1
| #  | Título                                 | Colaborador(es)     | Productor(es)             | Duración |
| -- | -------------------------------------- | ------------------- | ------------------------- | -------- |
| 1  | "Redemption (Intro)"                   |                     | We Got Kidz & Ricky Rouse | 1:48     |
| 2  | "Open Fire"                            |                     | Akshun                    | 2:52     |
| 3  | "R U Still Down? (Remember Me)"        |                     | Tony Pizarro              | 4:07     |
| 4  | "Hellrazor"                            | Stretch & Val Young | QDIII                     | 4:15     |
| 5  | "Thug Style"                           |                     | We Got Kidz               | 4:16     |
| 6  | "Where Do We Go From Here (Interlude)" |                     | 2Pac & Tony Pizarro       | 4:21     |
| 7  | "I Wonder If Heaven Got a Ghetto"      |                     | Soulshock & Karlin        | 4:21     |
| 8  | "Nothing To Lose"                      |                     | 2Pac & Live Squad         | 3:39     |
| 9  | "I'm Gettin' Money"                    |                     | Mike Mosley               | 3:32     |
| 10 | "Lie To Kick It"                       | Richie Rich         | Warren G                  | 3:39     |
| 11 | "Fuck All Y'all"                       |                     | We Got Kidz               | 4:32     |
| 12 | "Let Them Thangs Go"                   |                     | We Got Kidz               | 3:33     |
| 13 | "Definition Of A Thug Nigga"           |                     | Warren G                  | 4:09     |

### Disco 2
| #  | Título                                              | Colaborador(es)    | Productor(es)      | Duración |
| -- | --------------------------------------------------- | ------------------ | ------------------ | -------- |
| 1  | "Ready 4 Whatever"                                  | Big Syke           | Johnny "J"         | 4:05     |
| 2  | "When I Get Free"                                   |                    | We Got Kidz        | 4:46     |
| 3  | "Hold On Be Strong"                                 |                    | Choo               | 4:11     |
| 4  | "I'm Losin' It"                                     | Big Syke & Spice 1 | Tony Pizarro       | 3:55     |
| 5  | "Fake Ass Bitches"                                  |                    | Johnny "J"         | 3:10     |
| 6  | "Do For Love"                                       | Eric Williams      | Soulshock & Karlin | 4:42     |
| 7  | "Enemies With Me"                                   | Dramacydal         | We Got Kidz        | 4:15     |
| 8  | "Nothin' But Love"                                  |                    | 2Pac & DJ Daryl    | 4:17     |
| 9  | "16 On Death Row"                                   |                    | 2Pac               | 5:42     |
| 10 | "I Wonder If Heaven Got A Ghetto (Hip-Hop Version)" |                    | Soulshock & Karlin | 4:40     |
| 11 | "When I Get Free II"                                |                    | Chris Rosser       | 3:22     |
| 12 | "Black Starry Night (Interlude)"                    |                    | DJ Daryl           | 0:48     |
| 13 | "Only Fear Of Death"                                |                    | Live Squad         | 5:09     |

Existe otra versión de "I Wonder If Heaven Got A Ghetto", un remix G-Funk, que samplea la canción "This DJ" de Warren G.

## Sencillos
| Single information                                                                                   |
| --- |
| "I Wonder If Heaven Got a Ghetto" - Lanzamiento: 25 de noviembre de 1997 - Lado-B: "When I Get Free" |
| "Do For Love" - Lanzamiento: 24 de febrero de 1998 - Lado-B: "Brenda's Got a Baby"                   |

## Posiciones en lista

### Álbum
| Lista                                | Posición máximas |
| ------------------------------------ | ---------------- |
| Listas musicales de Australia (ARIA) | 50               |
| Listas musicales de Austria          | 23               |
| Lista de álbumes de Canadá           | 12               |
| Listas musicales de Francia          | 52               |
| Listas musicales de Holanda          | 29               |
| Listas musicales de Nueva Zelanda    | 20               |
| Lista de álbumes de Suecia           | 41               |
| Billboard 200                        | 2                |
| Top R&B/Hip Hop Albums               | 1                |

### Sencillos
| 1997 | "I Wonder If Heaven Got a Ghetto" | 67 | 7  | 14 | 18 | -  |
| 1998 | "Do for Love"                     | 21 | 13 | 10 | 2  | 26 |

## Samples
Open Fire
- "100 Miles And Runnin" de N.W.A

R U Still Down? (Remember Me)
- "He's A Fly Guy" de Curtis Mayfield

Where Do We Go From Here (Interlude)
- "May The Force Be With You" de Bootsy's Rubber Band

I Wonder If Heaven Got A Ghetto
- "The Two Of Us" de Cameo
- "Do It Roger" (Intro) de Roger Troutman

Nothing to Lose
- "I Want To Hold On To You" de Mica Paris
- "Us" de Ice Cube
- "The Grand Finalé" de The D.O.C

Lie To Kick It
- "Haboglabotribin'" de Bernard Wright
- "Funky Drummer" de James Brown
- "G'z & Hustlas" de Snoop Dogg

Fuck All Y'all
- "Street Life" de Rick James

Let Them Thangs Go
- "Flash Light" de Parliament
- "Ambitionz Az A Ridah" de 2Pac
- "Nuthin' but a 'G' Thang" de Dr. Dre

Definition Of A Thug Nigga
- "Brothers Gonna Work It Out" de Willie Hutch
- "Wind Parade" de Donald Byrd

Ready 4 Whatever
- "1980" de Gil Scott-Heron & Brian Jackson

Hold On Be Strong
- "I'll Write A Song For You" de Earth, Wind & Fire

Do For Love
- "What You Won't Do For Love" de Bobby Caldwell
- "Y?(Be Like That) (Jay Dee Remix)" de The Pharcyde

Enemies With Me
- "The Bomb" de Ice Cube

Nothin But Love
- "Something About That Woman" de Lakeside
- "Different Strokes" (Vocals) de Syl Johnson

I Wonder If Heaven Got A Ghetto (Hip-Hop Version)
- "The Two Of Us" de Cameo
- "Do It Roger" (Intro) de Roger Troutman

When I Get Free II
- "Synthetic Substitution" de Melvin Bliss
- "Concerto For Jazz/Rock Orchestra (Pt II)" de Stanley Clarke

Black Starry Night (Interlude)
- "Do It Roger" (Intro) de Roger Troutman